# Robert Howland
Robert Leslie Howland (ur. 25 marca 1905 w Berkhamsted, zm. 7 marca 1986 w Saffron Walden) – brytyjski lekkoatleta, specjalista pchnięcia kulą, olimpijczyk, dwukrotny wicemistrz igrzysk Imperium Brytyjskiego, na których reprezentował Anglię.

## Kariera sportowa
Odpadł w kwalifikacjach pchnięcia kulą na igrzyskach olimpijskich w 1928 w Amsterdamie. Zdobył srebrny medal w tej konkurencji na igrzyskach Imperium Brytyjskiego w 1930 w Hamilton, przegrywając jedynie z Harrym Hartem ze Związku Południowej Afryki, a wyprzedzając Charliego Hermana z Kanady. Startował na tych igrzyskach również w rzucie dyskiem, lecz nie został sklasyfikowany. Powtórzył sukces w pchnięciu kulą na igrzyskach Imperium Brytyjskiego w 1934 w Londynie, ponownie przegrywając z Hartem, a wyprzedzając swego kolegę z reprezentacji Anglii Kennetha Pridie.
Był wicemistrzem Wielkiej Brytanii (AAA) w pchnięciu kulą w latach 1929, 1930, 1932, 1933 i 1935–1939 oraz brązowym medalistą w tej konkurencji w 1934. Zawsze przegrywał na tych mistrzostwach z obcokrajowcami (m.in. z Zygmuntem Heljaszem z 1933 i 1934).
Pięciokrotnie poprawiał rekord Wielkiej Brytanii w pchnięciu kulą do wyniku 14,86 m, uzyskanego 25 września 1935 w Queenstown.